# Верякушский сельсовет
Верякушский сельсове́т — сельское поселение в составе Дивеевского района Нижегородской области. Административный центр — село Верякуши.

## История
Статус и границы сельского поселения установлены Законом Нижегородской области от 15 июня 2004 года № 60-З «О наделении муниципальных образований - городов, рабочих посёлков и сельсоветов Нижегородской области статусом городского, сельского поселения».

## Население
| 2002  | 2010  | 2012  | 2013  | 2014  | 2015  | 2016  |
| ----- | ----- | ----- | ----- | ----- | ----- | ----- |
| 1564  | ↘1317 | ↘1289 | ↘1230 | ↘1175 | ↘1133 | ↘1113 |
| 2017  | 2018  | 2019  | 2020  |       |       |       |
| ↘1079 | ↘1061 | ↘1042 | ↘987  |       |       |       |

## Состав сельского поселения
| № | Населённый пункт | Тип населённого пункта       | Население |
| - | ---------------- | ---------------------------- | --------- |
| 1 | Верякуши         | село, административный центр | ↘438      |
| 2 | Дерновка         | деревня                      | ↗36       |
| 3 | Ичалово          | село                         | ↘214      |
| 4 | Кутузово         | деревня                      | ↘16       |
| 5 | Ознобишино       | деревня                      | →0        |
| 6 | Онучино          | село                         | ↘277      |
| 7 | Ореховец         | село                         | ↘322      |
| 8 | Слепые           | деревня                      | ↘14       |

### Упразднённые населённые пункты
Деревня Новое Кашино.